# Општина Кристешти (Муреш)
Кристешти (рум. Cristeşti) општина је у Румунији у округу Муреш.
Oпштина се налази на надморској висини од 353 m.